# Edema polmonare acuto
Per edema polmonare acuto (EPA) si intende un aumento dei liquidi nello spazio extravascolare (interstizio e alveoli) a livello del parenchima polmonare. L'edema polmonare acuto può essere secondario a un aumento della pressione idrostatica nei capillari polmonari (insufficienza cardiaca o scompenso cardiaco acuto; in lingua inglese: acute heart failure, AHF), stenosi mitralica o a un'alterazione delle membrane alveolocapillari (inalazione di sostanze irritanti, processi infettivi).

## Classificazione ed eziologia
L'edema polmonare può essere conseguente a uno squilibrio delle forze di Starling che trattengono i liquidi plasmatici all'interno del letto capillare o ad un'alterazione delle membrane alveolocapillari. In base a un criterio di tipo eziologico l'edema polmonare viene diviso in:
1) Edema da squilibrio delle forze di Starling
- Aumento della pressione capillare polmonare; essa può aumentare perché aumenta:
  - la pressione venosa polmonare in seguito a un'insufficienza ventricolare sinistra o a una stenosi mitralica
  - la pressione arteriosa polmonare (edema polmonare da iperafflusso come avviene negli shunt da difetto interatriale, difetto interventricolare, pervietà del dotto di Botallo, canale atrioventricolare)
- Diminuzione della pressione oncotica del plasma (iponchia)
- Diminuzione della pressione interstiziale polmonare (rapida espansione di polmone collassato a causa di pneumotorace)
- Eccessiva diminuzione della pressione endopleurica (aumento del volume di fine espirazione in corso di asma)

2) Alterazione della membrane alveolocapillari
- Polmonite
- Inalazione di sostanze irritanti o tossiche
- Inalazione di vapori
- Intossicazione sistemica (veleni, tossine batteriche)
- Effetto di sostanze endogene come l'istamina (anafilassi, allergie)
- Polmonite da radiazioni (radioterapia)
- Pancreatite acuta emorragica
- Malattie autoimmuni
- Aspirazione del contenuto acido dello stomaco
- Sindrome da shock (traumi non toracici)
- Coagulazione intravascolare disseminata

3) Insufficiente drenaggio linfatico
- Trapianto polmonare
- Carcinomi
- Silicosi, berilliosi, asbestosi

4) Altri meccanismi
- Eclampsia
- Reazione all'anestesia
- Embolia polmonare
- Assunzione di farmaci narcotici
- Edema polmonare da altitudine
- Edema polmonare neurogeno

## Linee guida ESC 2012
La definizione di scompenso cardiaco acuto è estremamente variabile, ma le linee guida 2012 della Società Europea di Cardiologia (ESC) specificano quanto segue: "Con il termine scompenso cardiaco acuto si indica la rapida insorgenza o la modificazione di sintomi e segni di scompenso cardiaco. Si tratta di una condizione potenzialmente pericolosa per la sopravvivenza che richiede un intervento medico immediato e in genere conduce a un ricovero ospedaliero in urgenza. Nella maggior parte dei casi, deriva da un peggioramento in pazienti con diagnosi di insufficienza cardiaca con frazione di eiezione sia ridotta che conservata... L'acuzie può variare: alcuni pazienti descrivono un periodo di alcuni giorni o anche settimane di peggioramento (con aumento della dispnea e dell'edema), mentre altri riferiscono una condizione di scompenso che evolve in ore o minuti (per esempio in concomitanza di un infarto miocardico acuto)... La diagnosi e il trattamento sono in genere condotti in parallelo, specie nei pazienti particolarmente compromessi, e gli interventi devono essere tempestivi... Il trattamento pre- e post-dimissione deve seguire le raccomandazioni delle linee guida, quando applicabili".
In base a questa definizione piuttosto dettagliata, l'edema polmonare acuto di origine cardiaca può essere così riassunto:
- comparsa di nuovi segni e/o sintomi di insufficienza cardiaca o il peggioramento, se preesistenti
- quadro clinico che necessita di terapia suppletiva e di ricovero
- trattamento con carattere di urgenza

### Alterazioni pressorie capillari
L'edema polmonare acuto secondario a una grave insufficienza cardiaca è dovuto alla disfunzione di pompa ventricolare conseguente a lesioni acute o croniche a livello delle strutture cardiache. Il deficit di pompa si traduce in un accumulo di liquidi a monte del ventricolo insufficiente, con aumento della pressione idrostatica nei distretti venosi che drenano i tessuti; in tal caso, l'aumento della pressione di deflusso venoso si ripercuote a livello dei capillari polmonari: in questa sede, l'incremento della pressione vascolare porta a uno stravaso dei liquidi a livello dell'interstizio polmonare. Questa situazione viene definita "edema interstiziale". A questo punto, un ulteriore innalzamento della pressione capillare può portare alla rottura della giunzioni occludenti degli alveoli polmonari con inondazione degli stessi. Questa situazione è definita "edema alveolare".
L'insufficienza cardiaca può essere sostenuta da una serie di entità patologiche e si possono classificare in:
- Fattori che determinano un rapido peggioramento:

1. Fibrillazione atriale a elevata frequenza o blocchi atrioventricolari avanzati
2. Sindrome coronarica acuta
3. Embolia polmonare
4. Tamponamento cardiaco
5. Dissecazione aortica
6. Cardiomiopatia peripartum
7. Insufficienza mitralica acuta da rottura di corda tendinea

- Fattori che determinano un graduale peggioramento:

1. Endocardite e altre infezioni
2. Broncopneumopatia cronica ostruttiva riacutizzata
3. Anemia
4. Malattia renale cronica
5. Ipertensione arteriosa non controllata
6. Ipertiroidismo e ipotiroidismo
7. Farmaci antinfiammatori non steroidei

## Quadro clinico
È fondamentale differenziare la patogenesi dell'edema polmonare acuto in cardiaca, caratterizzata da ritenzione idrosalina, bassa portata cardiaca e ipotensione, e in periferica, caratterizzata da congestione polmonare, ma, non sempre, da ritenzione di liquidi con incremento ponderale, e pressione sistolica elevata.
Fra i sintomi e i segni clinici si riscontrano: diaforesi (sudorazione eccessiva), dispnea parossistica notturna (manifestazione grave), tosse, ansia, cianosi, ortopnea (difficoltà di respirazione nella posizione supina), aritmie, emoftoe, edemi periferici. La cute al contatto appare fredda e l'ipotensione peggiora la prognosi. All'auscultazione polmonare i "rumori umidi" o "crepitii" rappresentano il reperto clinico diagnostico.
Le variabili cliniche che incidono sulla prognosi sono diverse, ma sicuramente pressione arteriosa, ischemia miocardica e insufficienza renale sono fra quelle che la influenzano maggiormente.

### Pressione arteriosa
Si modifica in risposta a un post-carico inadeguato e a meccanismi di compenso neurormonali; nei diversi registri relativi allo scompenso acuto si riscontrano percentuali di morte intraospedaliera maggiori nei pazienti che presentano all'esordio valori di pressione arteriosa <110 mmHg, infatti la risposta alla terapia può essere influenzata dai valori iniziali di pressione sistolica.
Grafico dei tassi di mortalità in funzione dei valori pressori (decili) al ricovero. Modificato da Gheorghiade et al.

### Ischemia miocardica
L'edema polmonare acuto a eziologia cardiaca si associa ad alterazioni neurormonali ed emodinamiche che possono influenzare l'ischemia miocardica. Sono stati utilizzati i livelli di troponina nei ricoverati per scompenso acuto per individuare la presenza di ischemia: nel 40% dei pazienti affetti da cardiomiopatia dilatativa e nella maggioranza di quelli affetti da coronaropatia si evidenzia una situazione di ischemia. L'aumento della troponina si associa a un numero elevato di reospedalizzazioni e a un incremento di mortalità a medio termine.

### Insufficienza renale
Sono note le interazioni fra apparato cardiovascolare e renale, e ancor più i meccanismi neurormonali, emodinamici, infiammatori e locali che entrano in gioco durante lo scompenso cardiaco acuto in corso di malattia renale cronica. I risultati degli studi EVEREST mettono in risalto e confermano che il deterioramento della funzione renale porta a un peggioramento della prognosi.

## Profilo diagnostico
In un contesto anamnestico e obiettivo compatibile, la radiografia del torace rappresenta l'esame di elezione per la diagnosi di edema polmonare. In corso di edema la radiografia può mostrare la presenza di linee B di Kerley e di opacità peri-ilare per l'aspetto sfumato del profilo dei vasi e dei bronchi. Spesso si può associare un versamento pleurico più o meno evidente. 

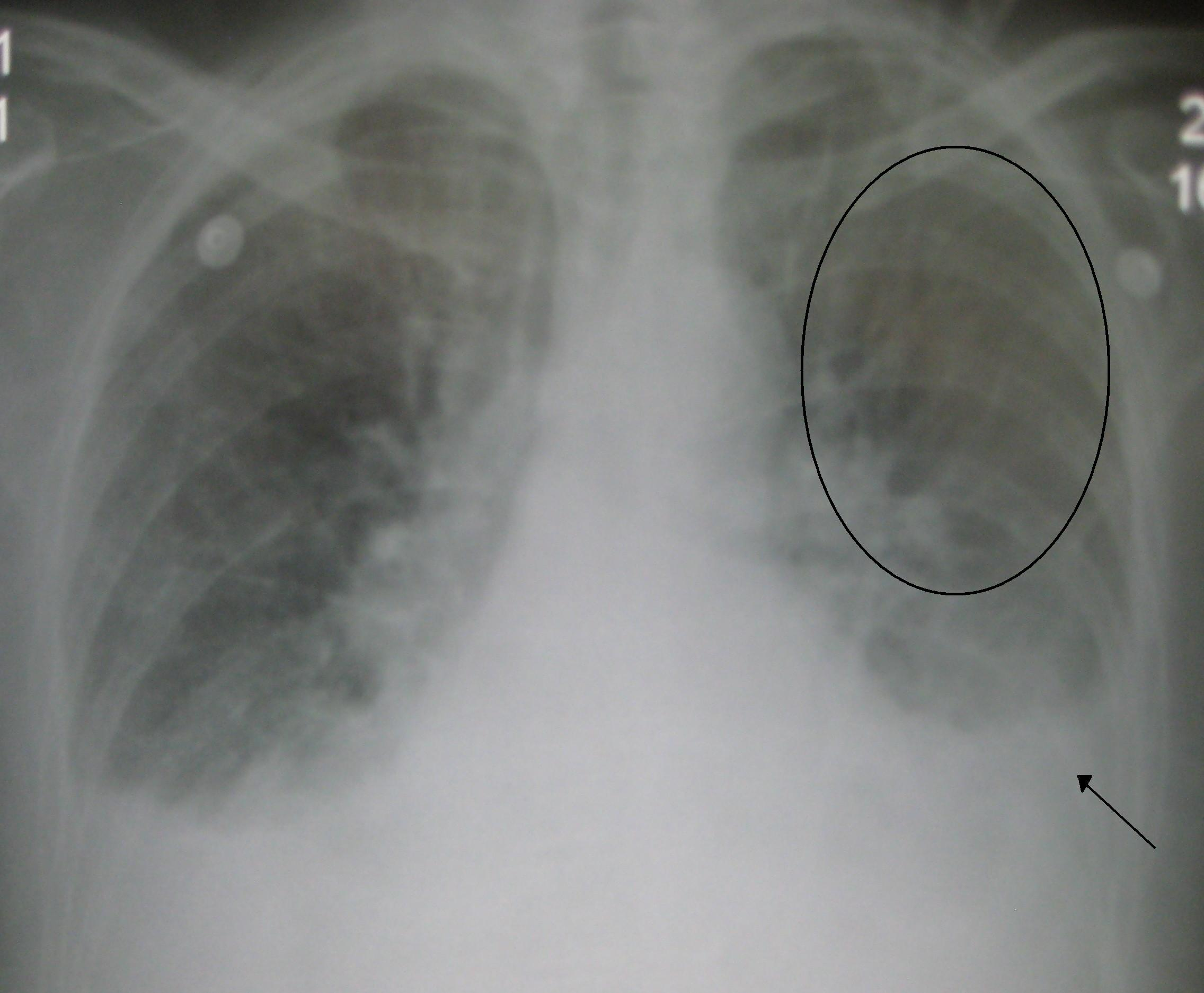
Rx torace in corso di edema polmonare acuto. Evidenza di dimensioni cardiache aumentate. Redistribuzione del flusso vascolare verso l'alto (cerchio). Presenza di versamento pleurico bilaterale.

Ulteriori e fondamentali esami sono:
- Auscultazione cardiaca, per identificare ritmi di galoppo diastolico o sistolico
- Elettrocardiogramma, in grado di identificare tachiaritimie che possono essere spesso causa di peggioramento di un'insufficienza cardiaca (diminuzione del tempo di riempimento diastolico) o causa determinante l'insufficienza[5]
- Emogasanalisi, in grado di identificare un'eventuale insufficienza respiratoria o uno stato di acidosi respiratoria
- Ecocardiografia, per l'indagine di eventuali valvulopatie
- Cateterismo cardiaco, per reperire la pressione protodiastolica del ventricolo sinistro
- Coronarografia, per valutare la presenza di coronaropatia
- Tomografia computerizzata, per confermare il sospetto di embolia polmonare.

## Terapia
Nell'individuazione della terapia è importante l'identificazione e il trattamento di eventuali complicanze, quali ad esempio crisi ipertensive, episodi coronarico ischemici, embolia polmonare, ecc.
Come trattamento si prevede:
- Somministrazione di ossigeno al 100% [terapia iniziale base con l'utilizzo di una speciale maschera (ossigenoterapia)]
- Trattenere la persona in posizione seduta
- Morfina solfato (3–5 mg o 8–15 mg a seconda del tipo di somministrazione scelto e della gravità del momento)
- Furosemide (0,5-1,0 mg/kg) somministrazione in endovena (che causa velocemente una diuresi nella persona), nitroglicerina 0,4 mg in via sublinguale da somministrare ogni 5 minuti, in seguito quando la persona si stabilizza si inizia la somministrazione con infusione (10-20 μg/minuto).[18]
- Infine bisogna intervenire sulla causa che ha portato alla manifestazione e quindi diminuire il ritorno venoso eccessivo.

Durante l'ossigenoterapia può essere necessaria l'intubazione (tracheale) del paziente per via dei valori di CO2 troppo alti, e la ventilazione a pressione positiva per via nasale (il cosiddetto NCPAP) in caso di cianosi e acidosi respiratoria. È stata dimostrata l'efficacia nel pronto soccorso del CPAP che causa numerosi effetti benefici fra cui un miglioramento dell'ossigenazione del sangue arterioso.

### Trattamenti specifici
A seconda della causa scatenante vi sono altre forme di trattamento. Il cardine del trattamento farmacologico dell'edema polmonare acuto è rappresentato dai diuretici dell'ansa (furosemide) somministrati per via endovenosa. Essi, infatti, agiscono su due versanti, quello renale (aumento della filtrazione e dunque della diuresi, cui consegue una riduzione del volume circolante) e quello vascolare (mediando una riduzione delle resistenze periferiche e migliorando la funzione eiettiva del cuore. Altro presidio è rappresentato dai nitrati (o nitroderivati): essi riducono il tono dei vasi di capacitanza in entrata al cuore (vene di grosso calibro): la conseguente riduzione del precarico porta a un miglioramento della performance del cuore (in termini di contrattilità). I nitrati, inoltre, hanno anche un effetto di riduzione delle resistenze totali periferiche (postcarico).
- Ipertensione arteriosa, si utilizzano dei vasodilatatori, diuretici, calcioantagonisti
- Ischemia miocardica, quando possibile ricorso all'angioplastica coronarica con impianto di stent coronarico a rilascio di farmaco
- Fibrillazione atriale, consigliato l'utilizzo del solo amiodarone ed eventualmente, per contenere la frequenza cardiaca, della digossina
- Dispnea parossistica notturna, somministrazione di teofillina e simili, sempre associata a vasodilatatori, diuretici e morfina
- Levosimendan e Dobutamina qualora non vi fosse risposta ottimale agli altri farmaci e si stesse precipitando nello shock cardiogeno.

## Prognosi
Per quanto riguarda la mortalità, come più sopra specificato, varia a seconda della tempestività dell'intervento con l'ospedalizzazione e la presenza di comorbidità. È stata proposta una classificazione di rischio dei pazienti con edema polmonare acuto in grado di indicare la gestione del paziente e i tempi di ricovero, utilizzando come parametri i valori di pressione arteriosa (PA), di troponina e di azotemia:
1. a basso rischio quelli con PA > 160 mmHg, azotemia < 30 mg/dL e troponina normale con possibile dimissione entro 24 ore
2. a rischio intermedio con PA compresa tra i 113 e i 160 mmHg, azotemia tra i 30 e i 43 mg/dL, troponina nella norma con probabile dimissione tra 24 ore e 7 giorni
3. a rischio elevato quelli con una PA < 115 mmHg, azotemia > 43 mg/dL e troponina nella norma con possibile dimissione dopo 7 giorni.